# Cilento
El Cilento es una subregión montañosa de la región italiana de la Campania que forma una península entre los golfos de Salerno y Policastro. Antiguamente el Cilento formaba parte de la Lucania (junto al Vallo de Diano y el golfo de Policastro): esto ha permanecido en el dialecto local, en las tradiciones gastronómicas y en la toponimia (Vallo de la Lucania, Atena Lucana).
Según algunas tradiciones, el Cilento fue el lugar desde el que las sirenas tentaron a Ulises durante su viaje de regreso a Ítaca. Esta región de la parte central y meridional de la provincia de Salerno es una importante región turística del sur de Italia.

## Geografía
La costa (del mar Tirreno) está ubicada entre Paestum y el golfo de Policastro, cerca de la ciudad de Sapri. Hay otras ciudades turísticas en varias frazioni costeras, como por ejemplo Santa Maria di Castellabate, Acciaroli, Velia, Palinuro, Marina di Camerota, Scario y Policastro Bussentino.

Los límites interiores son las montañas Alburni y el Vallo di Diano, a veces considerados como parte de la región geográfica cilentana, que tiene en Sala Consilina su mayor centro.
Las ciudades más importantes en la región son Vallo della Lucania (en el medio), Sapri y Agropoli: esta es la ciudad más grande de Cilento y su principal bahía. La mayor parte de esta zona está incluida en el «Parque nacional de Cilento y el Vallo di Diano».

## Historia

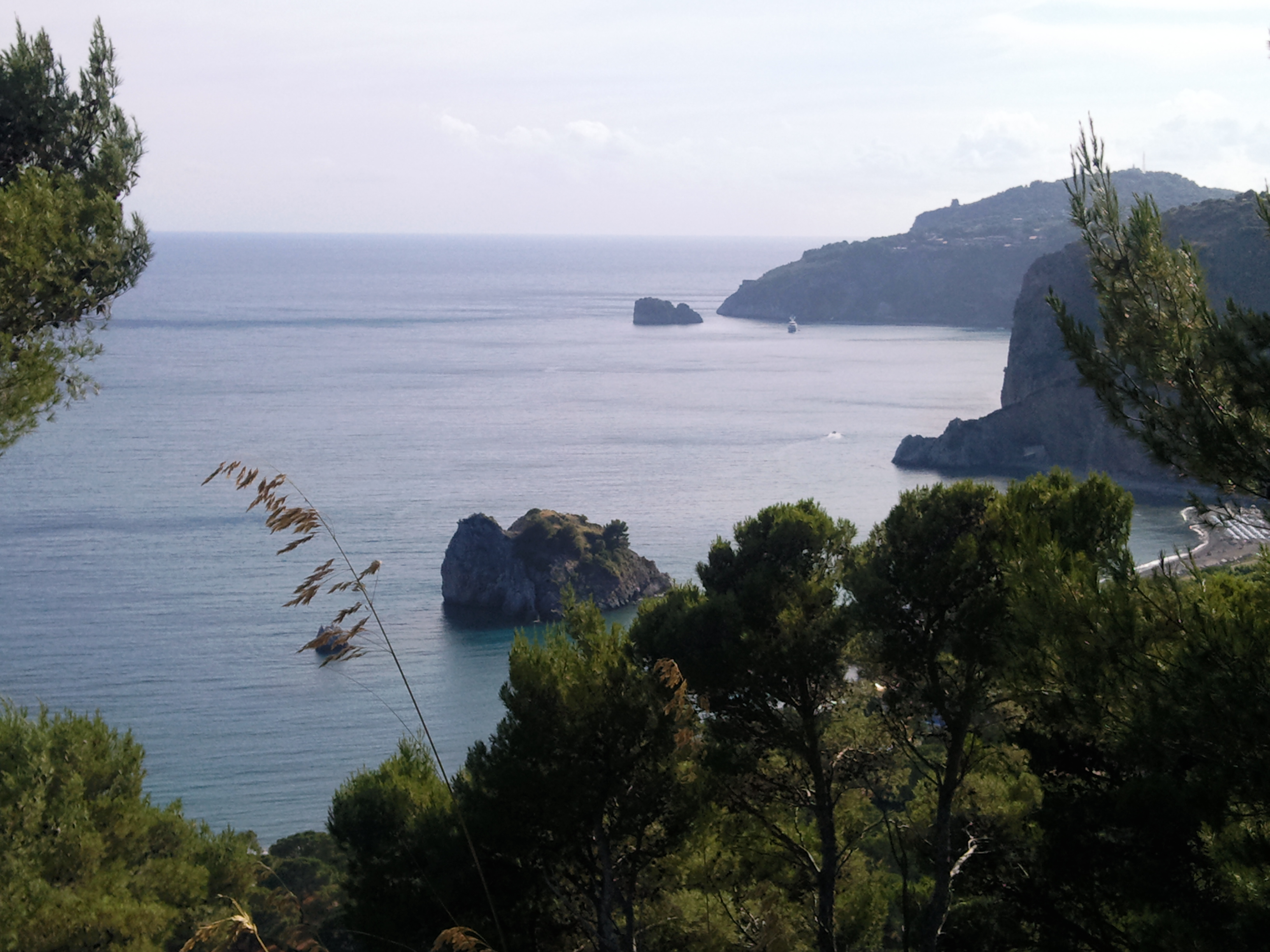
Playa Mingardo (Marina di Camerota) y Cabo Palinuro.

Se han hallado restos humanos que van desde el Paleolítico Medio y el Neolítico, hasta la Edad de los Metales. 
Los primeros asentamientos fueron en las cuevas costeras del Cilento en Camerota, lugar en que han sido hallados los restos del homo camaerotensis. 
Entre los siglos VII a. C. y VI a. C. arribaron a las costas cilentanas los griegos. 
Los sibaritas, descendientes de los aqueos fundaron Posidonia, que en época romana pasó a llamarse Paestum. 

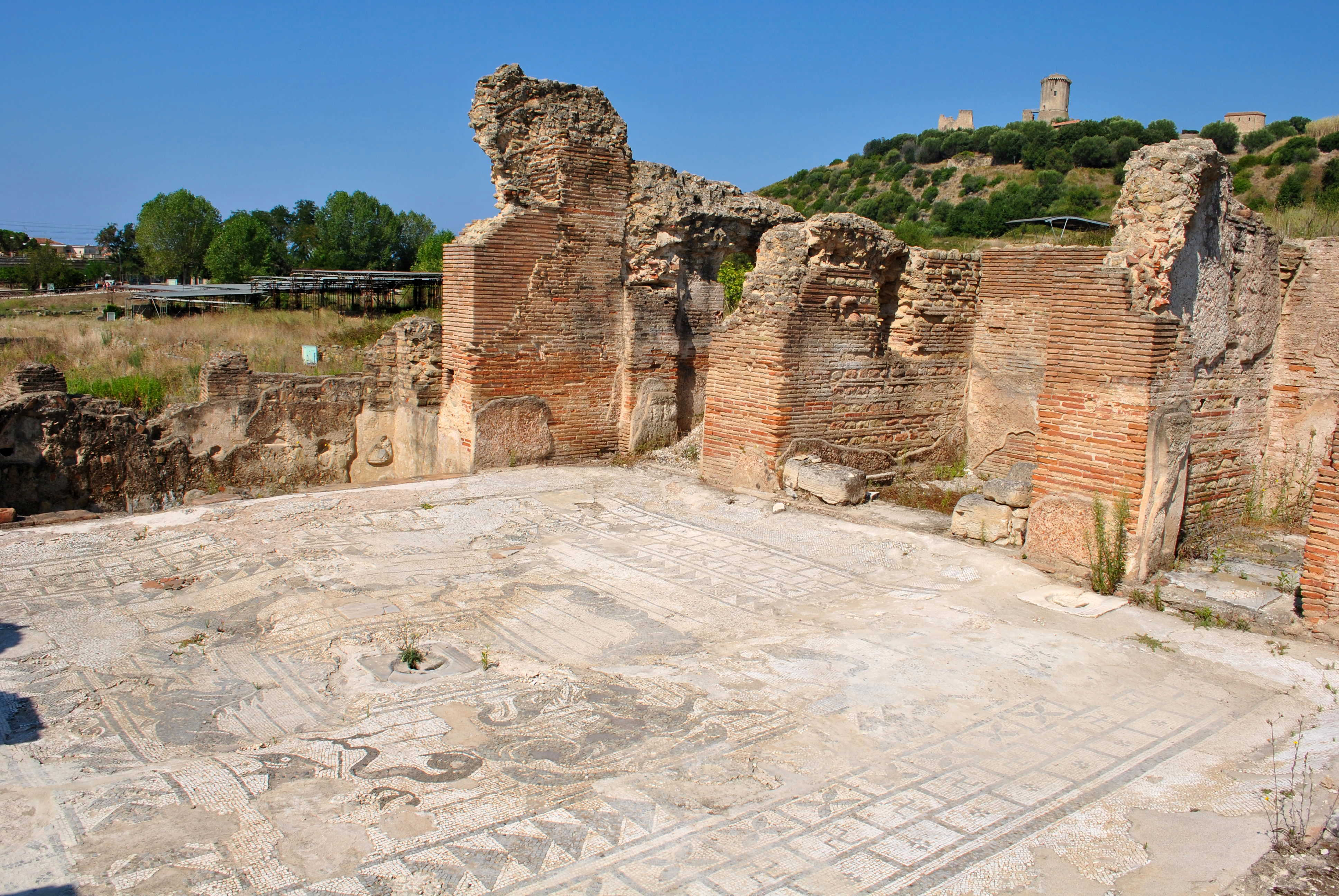
Velia.

Durante esa misma época los focenses, procedentes de Asia Menor fundaron Elea (la Velia romana): de allí surgirá la Escuela eleática de filosofía, una corriente presocrática a la que pertenecieron Parménides, Zenón de Elea o Meliso de Samos. También en esa zona se desarrolló la escuela médica salernitana. 
Augusto convirtió el Cilento en provincia para criar animales y cultivar alimentos para Roma.
En los años 1990 se propuso crear una nueva provincia en Campania, la de Cilento. Lejos de realizarse, tenía también el problema de elegir capital. Las cuatro candidatas eran Vallo della Lucania (en posición central), Agropoli (la mayor, ubicada al norte), Sala Consilina (la ciudad más poblada del Vallo de Diano) y Sapri (centro del Cilento meridional, la más importante estación de ferrocarril). Otra propuesta, más reciente, sería trasladar Cilento de Campania a Basilicata, como una tercera provincia después de Potenza y Matera.

## Patrimonio de la Humanidad
El 1 de junio de 1997 se incluyó al Cilento en el grupo de las Reservas de la biosfera de la Unesco. En 1998 se inscribió en la lista de lugares Patrimonio de la Humanidad, a los restos arqueológicos de Paestum y Velia, con las siguientes localizaciones, todas en la provincia de Salerno, región de Campania:
| Código  | Nombre                                                                  | Coordenadas                                |
| ------- | ----------------------------------------------------------------------- | ------------------------------------------ |
| 842-001 | Paestum, Velia, la cartuja de Padula, monte Cervati y el Vallo di Diano | 40°17′00″N 15°29′00″E / 40.28333, 15.48333 |
| 842-002 | Región de Punta Licosa y el monte Stella                                | 40°14′53″N 14°55′39″E / 40.24806, 14.92750 |
| 842-003 | Región del capo Palinuro, Punta degli Infreschi y el monte Bulgheria    | 40°04′00″N 15°26′00″E / 40.06667, 15.43333 |

## Parque nacional

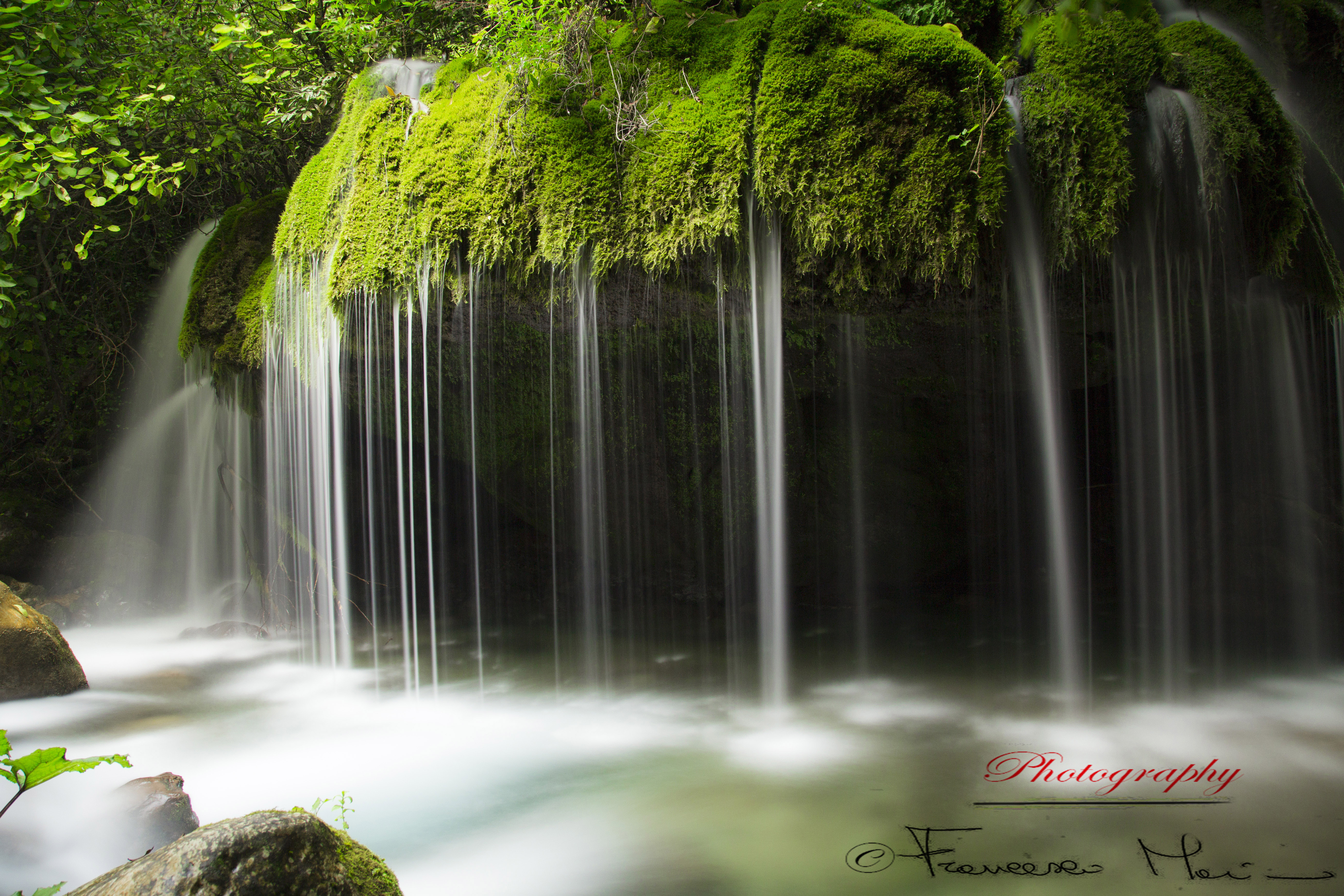
Capelli di Venere.

Desde 1991, como consecuencia de la declaración del parque nacional del Cilento y Vallo de Diano, unas 180.000 hectáreas del territorio del Cilento, que incluyen 8 comunidades montanas y 80 municipios, están bajo protección.